# Michaił Gordiejew-Zariecki
Michaił Timofiejewicz Gordiejew-Zariecki, ros. Михаил Тимофеевич Гордеев-Зарецкий (ur. ?, zm. 13 grudnia 1945 r. w Kellerbergu) – rosyjski wojskowy (podpułkownik), emigracyjny działacz kombatancki i wojskowy, dowódca 1 Kompanii Junkierskiej I Batalionu 1 Pułku, 6 Kompanii, a następnie 8 Kompanii 5 Pułku Rosyjskiego Korpusu Ochronnego podczas II wojny światowej.
W 1914 r. ukończył szkołę kawaleryjską w Twerze. Brał udział w I wojnie światowej. Służył w stopniu sztabsrotmistrza w 4 Mariupolskim Pułku Husarzy. W 1918 r. wstąpił do wojsk Białych gen. Antona I. Denikina. Od 1919 r. dowodził plutonem w 3 Pułku Konnym. W sierpniu tego roku przeszedł do odtworzonego 4 Pułku Husarzy. W marcu w stopniu rotmistrza 1920 r. został dowódcą szwadronu Pułku. Był ranny. W połowie listopada tego roku wraz z wojskami Białych został ewakuowany z Krymu do Gallipoli. Na emigracji zamieszkał w Królestwie SHS. Od 1929 r. był członkiem Stowarzyszenia Oficerów Rosyjskich w Jugosławii. Mianowano go podpułkownikiem. Był jednym z organizatorów wyższych wojskowych kursów wojskowych w Belgradzie. Stanął na czele kompanii przygotowania wojskowego młodzieży przy IV Oddziale Rosyjskiego Związku Ogólnowojskowego (ROWS). Po zajęciu Jugosławii przez wojska niemieckie w kwietniu 1941 r., wstąpił wraz z kompanią do nowo formowanego Rosyjskiego Korpusu Ochronnego. Objął w stopniu kapitana dowództwo 1 Kompanii Junkierskiej I Batalionu 1 Pułku Korpusu. Od poł. lutego 1944 r. dowodził 6 Kompanią 5 Pułku, zaś od początku marca 1945 r. 8 Kompanią 5 Pułku.